# Adami János (tanár)
Adami Nepomuk János, Adámy (Selmec, 1738. július 16. – Pozsony, 1821. május 22.) jezsuita tanár, bölcsész.

## Élete
1754-ben lépett a rendbe, és az államtörténet, államismeret (statisztika) tanára lett. Előbb 1770 körül Nagyszombatban államtörténetet és statisztikát tanított, egy ideig tanulmányi felügyelő is volt. 1773-ban, a rend föloszlatása után Győrbe küldték bölcselettanárnak, mint esztergomi áldozópapot. Pozsonyban 1784 és 1797 között mint az államtudományok tanára működött, és a könyvtárosi tisztet is viselte 1797. február 1-jéig. Ekkor visszament Nagyszombatba, és az ottani főiskolában szintén az államtudományokat adta elő. Utolsó két évét nyugdíjban töltötte.

## Munkái
- Oratio de Sanctissimae Virginis Mariae intaminato conceptu… Nagyszombat, 1765
- Systema antiphilosophicum de origine civitatis. Pozsony, 1801. (Ism. Schedius, Zeitschr. v. u. für Ungern. I. 100.)
- Fragmentum Statisticae Graecorum de disciplina civium et educatione juventutis. Pozsony, 1801
- Sensa cleri Gallicani occasione revolutionis Gallicae manifestata, compendio exhibita. Pozsony, 1804

### Kéziratban
- Acta Academiae regiae Posoniensis.